# Raedtievaerie sameby
Raedtievaerie sameby (tidigare: Frostvikens södra sameby), är en sameby i norra Jämtland, belägen inom södra delen av Frostvikens socken i Strömsunds kommun. 

## Allmänt
Raedtievaerie sameby är en av Sveriges totalt 51 samebyar. En sameby är dels ett geografiskt område, dels en ekonomisk förening för renskötande samer inom området. 
Raedtievaeries året-runt-område ligger i fjällområdet öster om Gäddede och omfattar bland annat större delen av Jougdadalens naturreservat, Fiskåfjället, Brattlidfjället, Flatfjället, Jerikklumpen och Vuongelulke. Norr om Raedtievaerie sameby ligger Ohredahke sameby.
Timmerkåtan i Samevistet på Skansen kommer från ett sommarviste tillhörande Raedtievaerie sameby.

## Historia
Samerna i Jämtland är en ursprungsbefolkning. Den sydsamiska befolkningen inom Raedtievaerie sameby finns främst i byn Fiskåvattnet samt i Gäddede och området däromkring.
År 1889 trädde 1886 års renbeteslag i kraft. Lagen innebar att det administrativa begreppet sameby (lappby), infördes i svensk lag, vilket i huvudsak innebar att nyttjanderätten till mark i fjällområdet blev gemensam (kollektiv).